# 布濟
19°53′03″S 34°35′40″E / 19.88417°S 34.59444°E

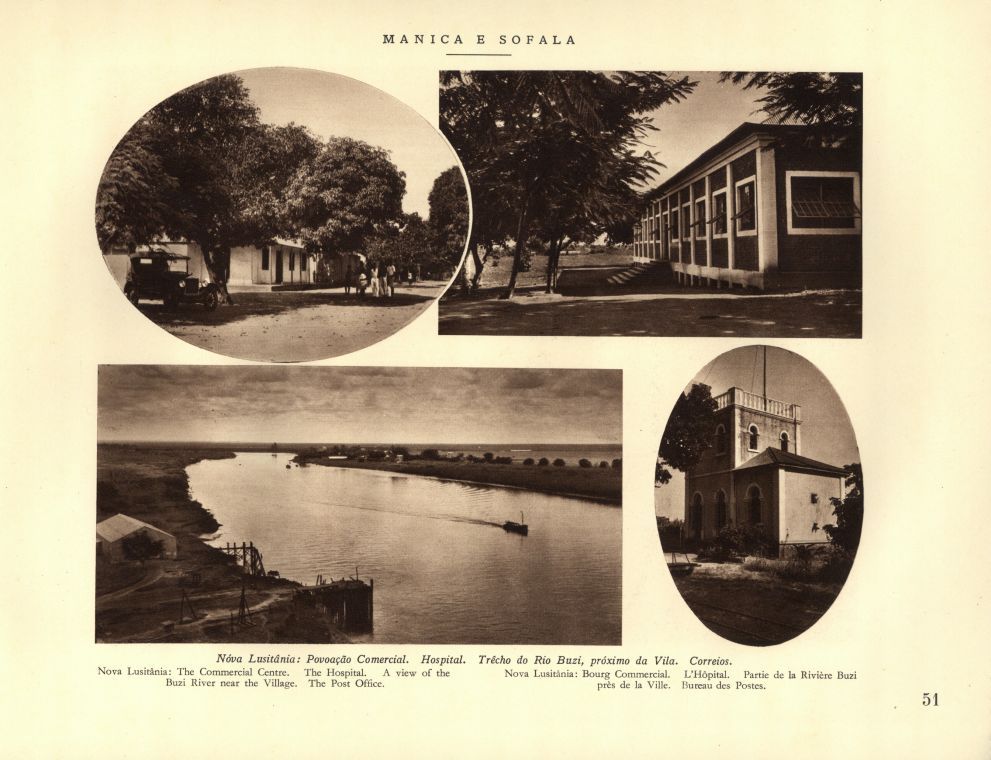
布濟於殖民時代的景觀

布濟（葡萄牙語：Búzi），是莫桑比克的城鎮，位於該國中東部，由索法拉省負責管轄，是布濟區的首府，處於布齊河畔，該城鎮主要經濟活動是農業。